# حسين عبد الرحمن (لاعب كرة قدم، 1995)
حسين عبد الرحمن (03 فبراير 1995 في كريل، فرنسا)؛ لاعب كرة قدم موريتاني، يلعب حاليًا مع نادي لوهان كويسو الفرنسي في دوري الدرجة الوطنية 2.

## الحياة المهنية

### في المنتخب
تلقى حسين عبد الرحمن اختياره الأول في موريتانيا في 6 أكتوبر 2016 ، في مباراة ودية ضد كندا.
ولعب بعد ذلك أربع مباريات مع موريتانيا في 2019، بما في ذلك مباراتين في تصفيات كأس العالم 2021 ضد المغرب ومنتخب جمهورية إفريقيا الوسطى لكرة القدم.

## وصلات خارجية
- حسين عبدالرحمن على موقع قاعدة بيانات كرة القدم.إي يو (الإنجليزية)
- حسين عبدالرحمن على موقع ناشيونال فوتبول تيمز (الإنجليزية)
- حسين عبدالرحمن على موقع Soccerway.com (الإنجليزية)